# James Stewart (basquetebolista)
James Douglas "Doug" Peden, (Victoria (Colúmbia Britânica, 18 de abril de 1916
- Victoria (Colúmbia Britânica, 11 de abril de 2005
) basquetebolista e basebolista canadense que integrou a seleção canadense que conquistou a medalha de prata disputada nos XIII Jogos Olímpicos de Verão realizados em Berlim no ano de 1936.